# Ludwig Andreas Feuerbach
Ludwig Andreas von Feuerbach (Landshut, 1804. július 28. – Rechenberg 1872. szeptember 13.) német materialista filozófus és antropológus, Paul Johann Anselm von Feuerbach híres ügyvéd negyedik gyermeke.

## Élete és munkássága
Feuerbach, mint neves német jogász gyermeke 1804-ben született Németországban. 1823-tól a heidelbergi egyetemen teológiát tanult. Majd kiábrándulva a vallásból 1824-ben Berlinbe utazott, hogy Hegelt hallgassa. 1828-tól magántanárként tanított az erlangeni egyetemen.
Első művét nevének feltüntetése nélkül 1830-ban jelentette meg, címe: Gondolatok a halálról és a halhatatlanságról, e műben tagadja az egyéni halhatatlanságot. Azonban kitudódott a mű szerzőjének a kiléte, minek következtében Feuerbachot elbocsátották az egyetemről. Második művét 1833-ban publikálta Az újkori filozófia története Bacontól Spinozáig címmel. Majd 1837-ben megírta a Leibniz filozófiájának ismertetése, elemzése és bírálata című könyvet.
1836-ban Bruckbergben telepedett le, és itt is maradt az elkövetkező 25 évben. Itt ismerkedett meg a baloldali hegeliánusokkal, melynek hatására 1839-ben kiadta a Hegel filozófiájának bírálatához című írást, ebben a műben szakadt el az idealizmustól, és állt át a materialisták közé.
Fő művét, a Kereszténység lényegét 1841-ben írta meg. Ezt követően még számos hasonló jellegű könyvet publikált.
Karl Marxnak a Tőke című művének tanulmányozása után 1870-ben belépett a Német Szociáldemokrata Pártba. Többet nem írt filozófiai műveket. 1872-ben halt meg.

## Filozófiája
Feuerbach filozófiája materialista jellegű: az anyagi természeten és az emberen kívül nem létezik semmi. Az anyag természetére nézve örök: nem keletkezett és el nem pusztuló. Tulajdonságai objektívek, azaz függetlenek az ember tudatától. A földi életet nem hozta létre semmi, spontánul, magától keletkezett. Saját filozófiáját így jellemezte: első gondolatom volt Isten, második az ész, harmadik és utolsó az ember.
Feuerbach tanítása szerint, az emberben nincs lélek, az ember tiszta anyag, ezenkívül semmi. A gondolkodás csak az agy funkciója segítségével lehetséges. Szerinte az igazi filozófia nem idealizmus, sem materializmus, hanem antropológia, azaz az emberről szóló tudomány.
Hegellel ellentétben Feuerbach nem az abszolút szellemből, hanem a hús-vér emberből indul ki, nem foglalkozik az ember történetiségével, társadalmiasságával. Az emberről kizárólag antropomorf módon beszél.

### Ismeretelmélete
Feuerbach az ismeretelmélet terén is a materializmust követte: tanítása szerint a külvilág tudatunktól függetlenül létezik. Érzékelés úgy jön létre az emberben, hogy a külvilág tárgyai hatást gyakorolnak érzékszerveinkre. Ez az érzékelés azonban csak kezdete a megismerésnek, az érzékelést ki kell egészítenie a gondolkodásnak.

### Valláskritika
Feuerbach filozófiájának a legjelentősebb részét a valláskritika képezte. Nézeteit fő művében A kereszténység lényegében fejti ki, melyben a 18. századi francia materialistákhoz csatlakozik.
Feuerbach szerint a vallás nem más mint a fantasztikum visszatükrözése az ember fejében. Az ember lényének legjobb tulajdonságait kivetíti önmagából, és ezekkel teremti meg Istent: „Isten öntudata az ember öntudata, isten megismerése az ember megismerése”. „A vallás lényegében és tudatában semmi más nincsen, mint általában az ember lényében és önmagáról és a világról való tudatában van. A vallásnak nincsen saját külön tartalma.” Az isteni lényeg annál pozitívabb lesz minél több jót vetít ki az ember önmagából: „Amivel istent gazdagítják, azzal az embernek szegényednie kell.”
Feuerbach nem a vallást akarta megszüntetni, nem a "totális tagadás" felé hajlott, hanem a "vallási elv megújulását" szerette volna elérni.
A vallás problémája terén is szembeszáll Hegellel, szerinte ugyanis abszolút vallás nem létezhet, mert minden vallás a keletkezési kor és a létrehozó emberek fejlettségétől függ: nem az abszolútum az öntudat, hanem az öntudat az abszolútum. Amilyen az ember, olyan az istene.

## Megjelent művei
- Gedanken über Tod und Unsterblichkeit, Nürnberg, 1830 (névtelenül)
- Abälard und Heloise, Ansbach, 1834
- Geschichte der neueren Philosophie, Ansbach, 1833–1837, 2 Bde.
- Kritiken auf dem Gebiet der Philosophie, Ansbach, 1835
- Pierre Bayle nach seinen für die Geschichte der Philosophie und der Menschheit interessantesten Momenten, Ansbach, 1838
- Über Philosophie und Christentum, Ansbach, 1839
- Das Wesen des Christentums, Leipzig, 1841
- Über das »Wesen des Christentums« in Beziehung auf den »Einzigen und sein Eigentum« (Version 1845 + Änd., 1846)
- Grundsätze der Philosophie der Zukunft, Zürich und Winterthur, 1843
- Das Wesen des Glaubens im Sinne Luthers, Leipzig, 1844
- Vorlesungen über das Wesen der Religion, Leipzig, 1851
- Theogonie, nach den Quellen des klassischen hebräischen und christlichen Altertums, Leipzig, 1857

### Magyarul
- Ludwig Feuerbach válogatott filozófiai művei; ford. Szemere Samu, szerk., bev. jegyz. Nádor György; Akadémiai, Bp., 1951 (Filozófiai írók tára. Új folyam)
- Válogatott valláskritikai írások, bev., jegyz. Nádor György; Művelt Nép, Bp., 1953. 114. old. (Filozófiai kiskönyvtár)
- A kereszténység lényege; ford., utószó, jegyz., bibliogr. Timár Ilona; Akadémiai, Bp., 1961 (Filozófiai írók tára)
- Filozófiai kritikák és alapelvek, Magyar Helikon, Bp., 1978. 480 old. (fordította Endreffy Zoltán, utószó és jegyzetek: Ágh Attila) ISBN 9632074041
- Ludwig Feuerbach válogatott filozófiai művei, Akadémiai Kiadó, Budapest, 1979. 328 old. (ford: Szemere Samu) (2. kiad.) ISBN 9630522713
- A kereszténység lényege, Akadémiai Kiadó, 1983. 518 old. (ford., utószó, jegyz. és bibliogr.: Timár Ilona) (3. kiad.) ISBN 9630533413